# Adrien Silva
Adrien Sébastien Perruchet da Silva ComM (Angolema, 15 de março de 1989) é um futebolista português, que atua como meio-campo. Atualmente está no Rio Ave.

## Biografia
Filho de Manuel da Silva, Português, e de sua mulher Annick Perruchet, Francesa, filha de Michel Perruchet e de sua mulher Madeleine Vaux, neto materno de Gaston Armand Gustave Vaux (1890 - 1961) e de sua mulher Marthe Notre-Amy (1897 - 1984) e irmão de Jérémy Clément Perruchet da Silva (28 de maio de 1985).
Tem feito a maior parte da carreira no Sporting. Desde que fez a sua estreia na equipa principal, com a idade de 18 anos, foi emprestado ao Maccabi Haifa e à Académica. É conhecido pela sua capacidade técnica, agressividade e pontapé de meia distância. 
Tem 46 internacionalizações nas camadas jovens de Portugal, incluindo 13 pela Selecção sub-21. 
Fez a sua estreia pela Selecção A em 2014. Foi convocado para representar a selecção Portuguesa no Euro 2016, realizado em França. Em consequência, a 10 de julho de 2016 foi feito Comendador da Ordem do Mérito.

### Polémica da transferência para o Leicester
Durante os dias 30 de agosto e 1 de setembro de 2016, Adrien foi alvo de várias especulações sobre uma possível transferência ao time inglês Leicester City, junto com o jogador Islam Slimani, tendo até notícias publicadas. Mas a notícia foi desmentida pelo Sporting CP no site oficial, tendo afirmado que não havia recebido nenhuma proposta nos últimos meses. 
O próprio jogador tinha manifestado publicamente interesse em jogar pelo clube inglês, mas não obteve permissão por parte do Sporting antes do fechamento do mercado da Inglaterra às 23 horas.
O jogador decidiu utilizar o número 14, por causa do atraso de 14 segundos para ser inscrito pelo Leicester City.

## Títulos
Sporting
- Taça de Portugal: 2007–08, 2014–15
- Supertaça de Portugal: 2007, 2008, 2015

Maccabi Haifa
- Campeonato Israelense : 2010–11

Académica
- Taça de Portugal: 2011–12

Seleção Portuguesa
- Campeonato Europeu: 2016

### Prêmios individuais
- 91º melhor jogador do ano de 2016 (The Guardian)[6]

## Vida pessoal
Casou em Lisboa, a 16 de julho de 2016, com Margarida Maria Neuparth Baltazar (Lisboa, 5 de maio de 1988), filha única de José Joaquim da Graça Baltazar (26 de novembro de 1959) e de sua mulher Filipa Maria Cruz de Lima Neuparth (Lisboa, 30 de janeiro de 1966), Bailarina e Professora de Dança Clássica e Expressão Corporal e Professora Pré-Registada da Royal Academy of Dance, tetraneta dum Judeu Asquenaze Alemão, bisneta de Júlio Cândido Neuparth e sobrinha-bisneta de Francisco Barbosa do Couto da Cunha Sotomaior. O primeiro filho, Santiago Neuparth da Silva, nasceu às 12:29 no Hospital da Luz, em Lisboa, São Domingos de Benfica, a 26 de maio de 2014 e foi baptizado a um Domingo, 29 de junho de 2015. O segundo filho, Thomas Neuparth da Silva, nasceu a 28 de dezembro de 2015.